# Kantatie 58
La Kantatie 58 (in svedese Stamväg 58) è una strada principale finlandese. Ha inizio a Kangasala e si dirige verso nord, dove si conclude dopo 385 km nei pressi di Kärsämäki.

## Percorso
La Kantatie 58 attraversa i comuni di Orivesi, Juupajoki, Jämsä, Mänttä-Vilppula, nuovamente Jämsä, nuovamente Mänttä-Vilppula, Keuruu, Multia, Ähtäri, nuovamente Multia, nuovamente Ähtäri, Saarijärvi, Karstula, nuovamente Saarijärvi, nuovamente 
Karstula, Kivijärvi, Kinnula, Lestijärvi, Reisjärvi e Haapajärvi.